# حب الثلج الأريجي
حب الثلج الأريجي (الاسم العلمي:Symphoricarpos fragrans) هو نوع غير مؤكد من النباتات يتبع جنس حب الثلج من الفصيلة المعزية الورق.